# Microsoft Lumia 550
Microsoft Lumia 550 là một sản phẩm điện thoại thông minh giá rẻ được sản xuất bởi Microsoft và được giới thiệu cùng với chiếc Lumia 950 vào ngày 6 tháng 10 năm 2015 tại một sự kiện báo chí diễn ra tại New York. Thiết bị này bắt đầu được bán ra từ tháng 12 năm 2015.

## Tiếp nhận
Sản phầm đã bị chỉ trích vì có phần cứng kém hơn các phiên bản trước, chẳng hạn như máy ảnh trước 5MP nhưng lại không có ống kính chụp góc rộng, thiếu nhiều chức năng, như chạm hai lần để mở khóa, và thời lượng pin ngắn khiến sản phẩm khó cạnh tranh với các thiết bị khác có cùng mức giá.